# Paederota ageria
Paederota ageria (лат.) — вид цветковых растений рода Педерота (Paederota) семейства Подорожниковые (Plantaginaceae).

## Ботаническое описание
Многолетнее травянистое растение высотой 10—35 см. Стебли прямостоячие или чуть повислые, морщинистые, слегка опушённые. Листья 3—7 см длиной и 1,5—3 см шириной. Край листа с каждой стороны изрезан на около десять зубцов.
Чашечка пятичленная. Лепестки жёлтые, 10—15 мм длиной. Длина тычинок примерно равна длине венчика. Цветение с июня по август. Плод — коробочка.

## Ареал и местообитание
Ареал вида разобщённый: регионы на юго-востоке до востока Альп (Южная Каринтия, Словения, северо-восток Италии) и в Герцеговине.
Растёт в расщелинах и на скалистых осыпях на высотах от 1000 до 2200 м.

## Синонимика
- Bonarota chamaedrifolia Scop.
- Paederota lutea L.f.
- Paederota urticifolia Brign.
- Paederota zannichellii Brign.
- Wulfenia ageria (L.) Sm.
- Wulfenia lutea (L.f.) Host[1]